# Ercole Olgeni
Ercole Olgeni (født 11. december 1883, død 14. juli 1947) var en italiensk roer og olympisk guldvinder.
Olgeni vandt i 1905 sit første italienske mesterskab, hvor han roede firer med styrmand. I 1906 gentog han bedriften, men nu i toer med styrmand, og samme år blev han europamester i samme disciplin. I 1908 vandt han også EM, denne gang i firer med styrmand, og i 1911 igen i toer med styrmand. Han vandt desuden tre EM-sølvmedaljer og en -bronzemedalje i sin karriere, der strakte sig til 1924.
Olgeni deltog i toer med styrmand ved OL 1920 i Antwerpen sammen med Giovanni Scatturin og styrmanden Guido De Filip. Konkurrencen havde kun seks deltagende både, og italienerne vandt først deres indledende heat mod en belgisk båd, inden de i finalen sikrede sig guldet foran Frankrig og Schweiz, der fik henholdsvis sølv og bronze.
Olgeni og Scatturin deltog også toer med styrmand i OL 1924 i Paris, denne gang med Gino Sopracordevole som styrmand. Dette år var der kun fem deltagende både, og trods en andenplads efter den schweiziske båd i det indledende heat gik italienerne i finalen. Her blev de igen besejret af schweizerne, selv om de blot var 0,1 sekund efter på andenpladsen, mens den amerikanske båd blev nummer tre.

## OL-medaljer
- 1920:  Guld i toer med styrmand
- 1924:  Sølv i toer med styrmand